# 鄧通
鄧 通（とう つう、生没年不詳）は、前漢の人。蜀郡南安県の人。漢の文帝の寵臣。

## 略歴
船を漕ぐ仕事をする黄頭郎となった。かつて文帝は夢で天に登ろうとしたができず、そこを黄頭郎が天に登るのを助けた。振り返り見ると、その郎の服の尻のところに穴が開いていた。目を覚ました後に宮殿内の漸台に行き、夢に見た郎を探してみたところ、鄧通が見つかり、服の尻のところを見ると穴が開いていた。そこで彼を召し出して名前を聞いてみると鄧通ということであり、鄧は「登る」のことであるからと文帝は喜び、彼を寵愛するようになった。鄧通も文帝にまめに仕え、他の者との付き合いを好まず、休暇を貰っても宮殿を出ようとしなかった。文帝は彼に一億銭という褒美を与えることが何度もあり、官位は上大夫に至った（『漢書』申屠嘉伝によれば太中大夫）。
文帝はひそかに鄧通の家に出かけて遊ぶことがあった。鄧通は他に技能もなく、人を推薦する事もできず、まめに仕えて媚びるしかできなかった。文帝が人相身に鄧通を見せたところ、「貧困と飢えに苦しんで死ぬでしょう」と言われた。文帝は「私は鄧通を富ませることができるというのに、どうして貧しくなるというのだ」と言い、彼に蜀の厳道にある銅山を与え、銭を鋳造することを許した（『華陽国志』巻3蜀志 臨邛県条）によれば、卓王孫という人物に銅山の経営を委託し、代かりに年間布帛1000匹を納めさせたと言う）。鄧通により作られた銭は天下に広まった。
ある時、丞相申屠嘉が入朝した時に鄧通が怠慢であった。申屠嘉は「陛下が臣下を寵愛するなら財産を与えるのはよろしいですが、朝廷の令は厳粛にしなければなりません」と言った。文帝は「私から言って聞かせる」と答えたが、申屠嘉は丞相府に戻ると鄧通を丞相府に呼び出した。来なかったため彼を斬ろうとしたので鄧通は怖れて文帝に相談すると、文帝は「行きなさい。後から私がお前を召し出すから」と言ったので、鄧通は丞相府に行った。申屠嘉は「小臣のお前が殿上で戯れを行ったのは不敬であり斬首に当たる」と言い、鄧通は何度も頭を床に打ち付けて謝罪し、血だらけになった。そこで文帝が使者を遣わして鄧通を召し出し丞相に「この者は私の弄臣なのだ、許してやってくれ」と謝罪したので鄧通は助かった。
文帝にできものができた時、鄧通はそのできものを口で取っていた。文帝はある時、「天下で一番私を愛する者は誰であろう」と鄧通に聞いた。鄧通は「皇太子以上の者はおりますまい」と答えた。皇太子が見舞いに来た際、文帝は皇太子に自分のできものを噛み千切らせた。皇太子は命令に従ったが難色を示した。後に鄧通が文帝のできものを口で取っていると聞き、皇太子は恥じると共に鄧通を恨んだ。
文帝が崩御すると、皇太子が皇帝に即位した（景帝）。景帝は鄧通を罷免し、さらにしばらくして鄧通が国の領域外へ出て違法に銭を鋳造していると通報する者があり、取り調べられて財産を没収された。それでも負債が何億とあり、長公主が彼に下賜してやったが吏がそれを没収してしまい、彼には一銭も残らなかった。長公主は彼に衣食を貸してやったが、ついに一銭も手にすることはできず、他人の家で亡くなった。